# 四平经济开发区
四平经济开发区是吉林省四平市铁东区于1996年创建的经济开发区，原名四平市铁东经济开发区。1998年12月，吉林省人民政府将之列入吉林省经济技术开发区，更名为四平经济开发区。其辖区亦是铁东区的类似乡级单位。

## 行政区划
下辖3个行政村（城东村、长发村和河夹信子村），17个自然屯。